# Taras Sjevtjenko

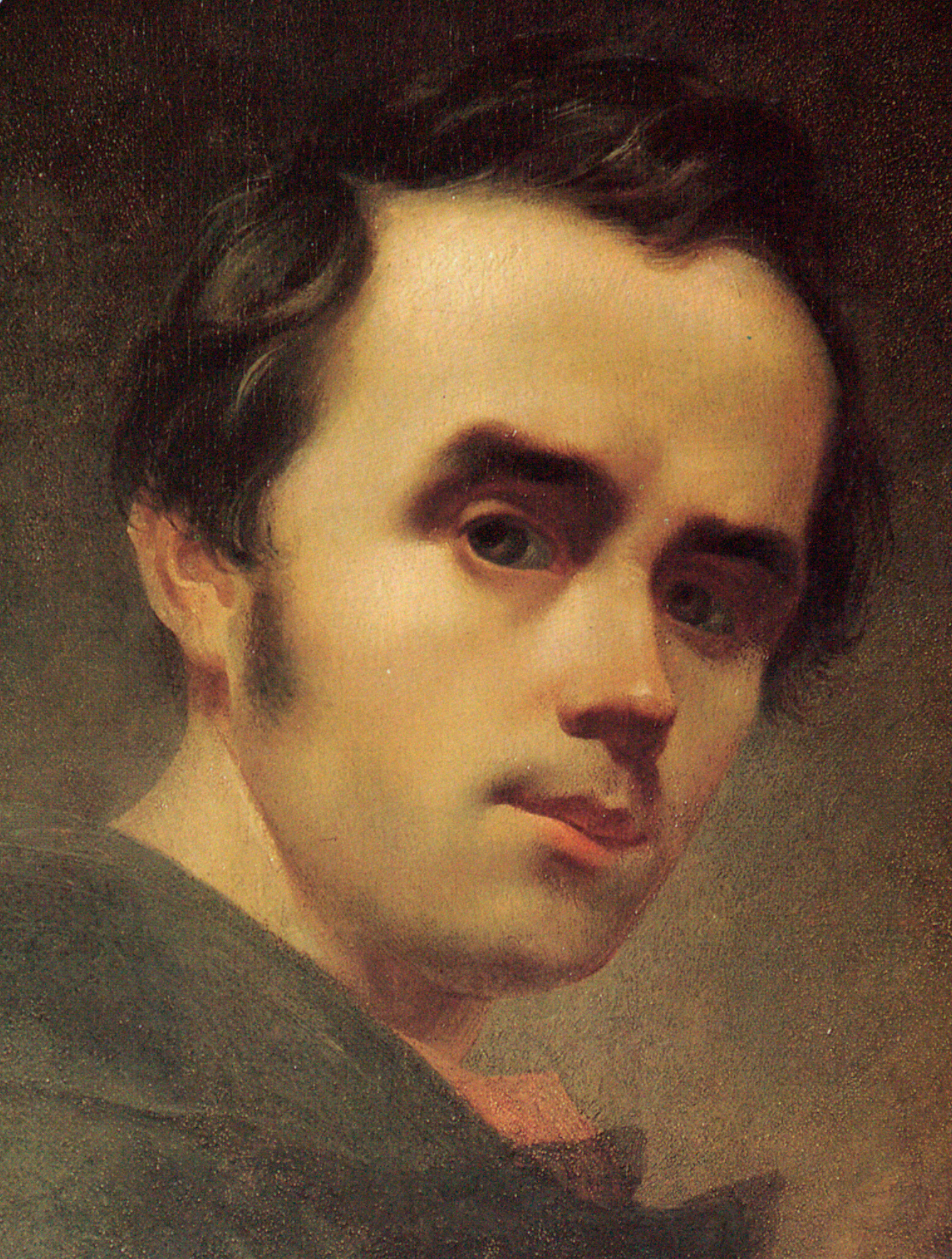
Taras Sjevtjenko, 1840.

Taras Hryhorovytj Sjevtjenko (ukrainska: Тарас Григорович Шевченко, (Taras Hryhorovitj Sjevtjenko)), född 9 mars 1814 (25 februari g.s.) i guvernementet Kiev, död 10 mars 1861 (26 februari g.s.) i Sankt Petersburg, Ukrainas nationalskald och grundläggare till det moderna ukrainska litterära språket.

## Biografi
Sjevtjenko var son till en livegen bonde och växte upp i stor materiell nöd. Hans konstnärliga talang inom bildkonsten uppmärksammades av godsägaren Engelhart, som tog honom med på sina resor. I Sankt Petersburg blev han, genom skalden Vasilij Zjukovskijs omsorger friköpt från livegenskapen och gavs tillfälle att studera vid konstakademien under Karl Brjullovs ledning. För sina aktiviteter i Kiev, i det slavofila, nationella folkbildningsförbundet "Kyrillos och Methodios" (namngivet efter de två bysantinska munkar som skapade det kyrilliska alfabetet), häktades Sjevtjenko 1847 och dömdes till förvisning och soldattjänst i Orenburg, sedan i Novopetrovsk fästningen bortom Kaspiska havet. Först 1857 slapp han förvisningen, men hans hälsa var då redan bruten. Han begravdes i Kaniv vid floden Dnepr i det nuvarande Ukraina.
Sjevtjenkos diktning speglar hans egen och Ukrainas historia. Den präglas av humanism, romantik och är starkt influerad av det ukrainska språk som talades av bönderna. Med element inlånade från folkloren diktade han romantiskt och sentimentalt om ett idylliskt Ukraina, om det svunna fria kosacklivet och om det sociala armodet i Tsarryssland, (där livegenskapen avskaffades först efter Sjevtjenkos död). Sjevtjenkos kanske största episka verk Hajdamaky (1841) handlar om det kosackiska bondeupproret 1768 i den ukrainska delen av Ryska Imperiet.
Sjevtjenko är särskilt känd för de poetiska berättelser, där olyckliga kvinnoöden besjungs, t.ex. Katerina och Najmytjka (Tjänsteflickan), och folkliga sagostoff konstnärligt omarbetats, t. ex. Rusalka (Älvan) och Poppeln (med "Lenore"-motivet i annan form).
Taras Sjevtjenko har under sovjettiden framställts som en revolutionär folkhjälte. Hans antimoskovitiska kritik har gömts undan eller tonats ned. I dikten Den upprivna kosackgraven (Розрита могила) kritiserar han kosackhetmanen Bohdan Chmelnytskyjs förbund med Tsarryssland 1654.
Anatolij Martjenko beskriver i sin bok Mitt vittnesbörd om sina sovjetiska fängelse- och lägergår, att fångarna utan lägerledningens vetskap anordnade ”litterära kvällar, Sjevtjenkoaftnar och Herzenaftnar. Någon talade om författaren, andra läste dikter av Sjevtjenko på ukrainska …” 
Taras Sjevtjenko-universitetet i Kiev har fått sitt namn efter Taras Sjevtjenko.
Asteroiden 2427 Kobzar är uppkallad efter honom.